# Pyrazus eriensis
Pyrazus eriensis là một loài ốc biển, là động vật thân mềm chân bụng sống ở biển thuộc họ Potamididae.